# Tylophoron crassiusculum
Tylophoron crassiusculum är en lavart som beskrevs av Tibell. Tylophoron crassiusculum ingår i släktet Tylophoron och familjen Arthoniaceae.   Inga underarter finns listade i Catalogue of Life.